# Perfume WORLD TOUR 1st
是流行電音組合Perfume第7張LIVE DVD/Blu-ray。

## 概要
- DVD/Blu-ray收錄了2012年11月24日在新加坡Scape進行的｢Perfume WORLD TOUR 1st｣海外巡迴演唱會尾場的影像。這次巡迴演出时间為2012年10月26日至11月24日，在亞洲4個地方，包括台灣、香港、韓國和新加坡，分別舉行了4場公演。
- 此外，這是Perfume首次同日發行演唱會DVD及單曲（Magic of Love）[1]。
- 發售首週以4.5萬張的銷量登上ORICON綜合DVD週榜第一位，同時也是連續6作登上第一位，這是自宇多田光的『traveling』，相隔11年零4個月再有女性藝人得到這記錄[2]。
- 2014年10月1日，Blu-ray版與Perfume WORLD TOUR 2nd DVD/Blu-ray同日發行[3]。

## 收錄曲
1. OPENING
2. NIGHT FLIGHT
3. コンピューターシティ
4. エレクトロ・ワールド
5. レーザービーム (Album-mix)
6. Spending all my time
7. love the world
8. Butterfly
9. edge
10. シークレットシークレット
11. Dream Fighter
12. FAKE IT
13. ねぇ
14. チョコレイト・ディスコ
15. ポリリズム

-ENCORE-
1. Spring of Life
2. 心のスポーツ
3. MY COLOR

WORLD TOUR 1st メイキング

## 資料來源
1. ↑  . ナタリー. 2013-04-12  [2013-05-01]. （原始内容存档于2013-11-09）.
2. ↑  .   [2013-05-29]. （原始内容存档于2014-10-21）.
3. ↑  . 2014-08-22  [2014-09-21]. （原始内容存档于2014-10-15）.

## 外部連結
- 日本環球唱片公司的介紹專頁
  - Perfume WORLD TOUR 1st 【DVD】（页面存档备份，存于）